# Vuelo 414 de TAN-SAHSA
El vuelo 414 de TAN-SAHSA fue un vuelo programado de San José, Costa Rica a Tegucigalpa, Honduras, con escala en Managua, Nicaragua. El vuelo, que fue operado por un Boeing 727 de TAN-SAHSA con 138 pasajeros y 8 tripulantes a bordo, se estrelló el 21 de octubre de 1989 durante la aproximación al Aeropuerto Internacional Toncontín en Tegucigalpa, matando a 131 de las 146 personas a bordo. El vuelo se estrelló contra una colina de la cordillera después de que los pilotos no siguieron un procedimiento especial de aterrizaje requerido para la llegada a ese aeropuerto. Fue el peor desastre en la historia de la aeronáutica de América Central.

## Aeronave
La aeronave accidentada era un Boeing 727-200, con registro N88705 alquilado por TAN-SAHSA de Continental Airlines. Realizó su primer vuelo el 21 de junio de 1968 y tenía menos de 22 años (21 años y 4 meses) de edad al momento del accidente.

## Accidente
En la mañana del sábado 21 de octubre de 1989, la aeronave despegó del Aeropuerto Internacional Augusto C. Sandino en Managua, Nicaragua, para un vuelo programado al Aeropuerto Internacional Toncontín en Tegucigalpa, Honduras con 138 pasajeros y 8 tripulantes a bordo.
Al acercarse a Tegucigalpa, la torre de control de Toncontín autorizó el aterrizaje por VOR/DME en la pista 01. Debido al terreno accidentado y montañoso que rodea la ciudad de Tegucigalpa, el procedimiento de aproximación requiere que se ejecute una serie de tres etapas de reducción gradual de altitud desde el punto de referencia inicial de la aproximación, localizada a una altitud de 2300 metros (7500 pies) por la naturaleza montañosa de la zona del aeropuerto. 
Sin embargo, en lugar de seguir el procedimiento prescrito, los pilotos, el capitan Raúl Argueta de 34 años, el primer oficial Reiniero Canales de 26 años y el ingeniero de vuelo Marcos Figueroa, todos Hondureños, comenzaron un descenso continuo desde una altitud de aproximadamente 2320 metros (7600 pies), a una distancia de alrededor de 20 kilómetros (11 nmi) del aeropuerto, lo que resultó en un perfil de descenso muy por debajo del procedimiento de aproximación prescrito para Toncontín. A las 7:53 de la mañana, la aeronave se estrelló contra el cerro de Hula, cerca de la aldea Las Mesitas, a una altitud de 1500 metros (4900 pies), unos 240 metros (800 pies) bajo la cumbre del cerro, a una distancia de 9 kilómetros (4,9 nmi) del aeropuerto.
127 pasajeros y 4 tripulantes fallecieron en el accidente y el consiguiente incendio, entre las víctimas se encontraban Armando Blanco Paniagua en aquel entonces Ministro de Trabajo de Honduras y Mario Rodríguez Cubero, asistente del presidente de Costa Rica, Óscar Arias; 15 personas sobrevivieron. Ambos pilotos y el ingeniero de vuelo, que sobrevivieron el accidente, serían acusados de homicidio y negligencia criminal, pero el juicio nunca se llevó a cabo. La única consecuencia que recibieron fue el no poder volver a pilotar un avión.